# Dorysthetus speculicollis
Dorysthetus speculicollis är en skalbaggsart som beskrevs av Ohaus 1912. Dorysthetus speculicollis ingår i släktet Dorysthetus och familjen Rutelidae. Inga underarter finns listade i Catalogue of Life.